# Marmessoidea quadrisignata
Marmessoidea quadrisignata är en insektsart som beskrevs av Ludwig Redtenbacher 1908. Marmessoidea quadrisignata ingår i släktet Marmessoidea och familjen Diapheromeridae. Inga underarter finns listade i Catalogue of Life.